# Менерб
Мене́рб  (фр. Ménerbes) — коммуна во французском департаменте Воклюз региона Прованс — Альпы — Лазурный Берег. Относится к кантону Бонньё.

## Географическое положение

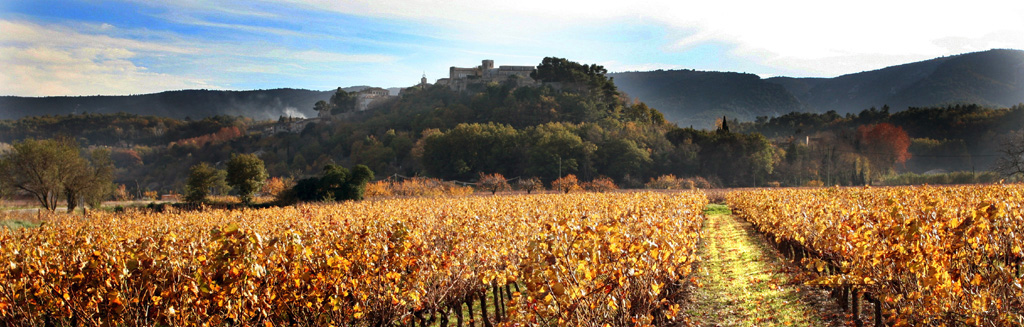
Живописные окрестности Менерба осенью.

Менерб расположен в 34 км к северо-востоку от Авиньона. Соседние коммуны: Бометт на севере, Гу на северо-востоке, Лакост на востоке, Мобек на западе, Оппед на северо-западе.
Коммуна находится в природном парке Люберона.

### Гидрография
Менерб пересекают несколько рек. Основная река — Калавон. Также по территории коммуны протекает его приток Имерг.

## Демография
Население коммуны на 2010 год составляло 1104 человека.
| 1962 | 1968 | 1975 | 1982 | 1990 | 1999 | 2010 |
| ---- | ---- | ---- | ---- | ---- | ---- | ---- |
| 924  | 891  | 899  | 1027 | 1118 | 1011 | 1104 |

## Достопримечательности
- Дольмен Пишуно, обнаружен в 1850 году.
- Усадьба Кастеле, возведена на развалинах древней крепости.
- Церковь, XIV век.
- Беффруа.
- Часовня Сен-Блез, XVIII век.
- Музей винных пробок, коллекция включает более 1000 экспонатов.
- Аббатство Сен-Блез, памятник истории.
- Десять ораториев.
- Мельница святого Августина.
- Цитадель, построена в XIII веке, переделана в XVI веке, затем в XIX веке. Играла важную роль в религиозных войнах.

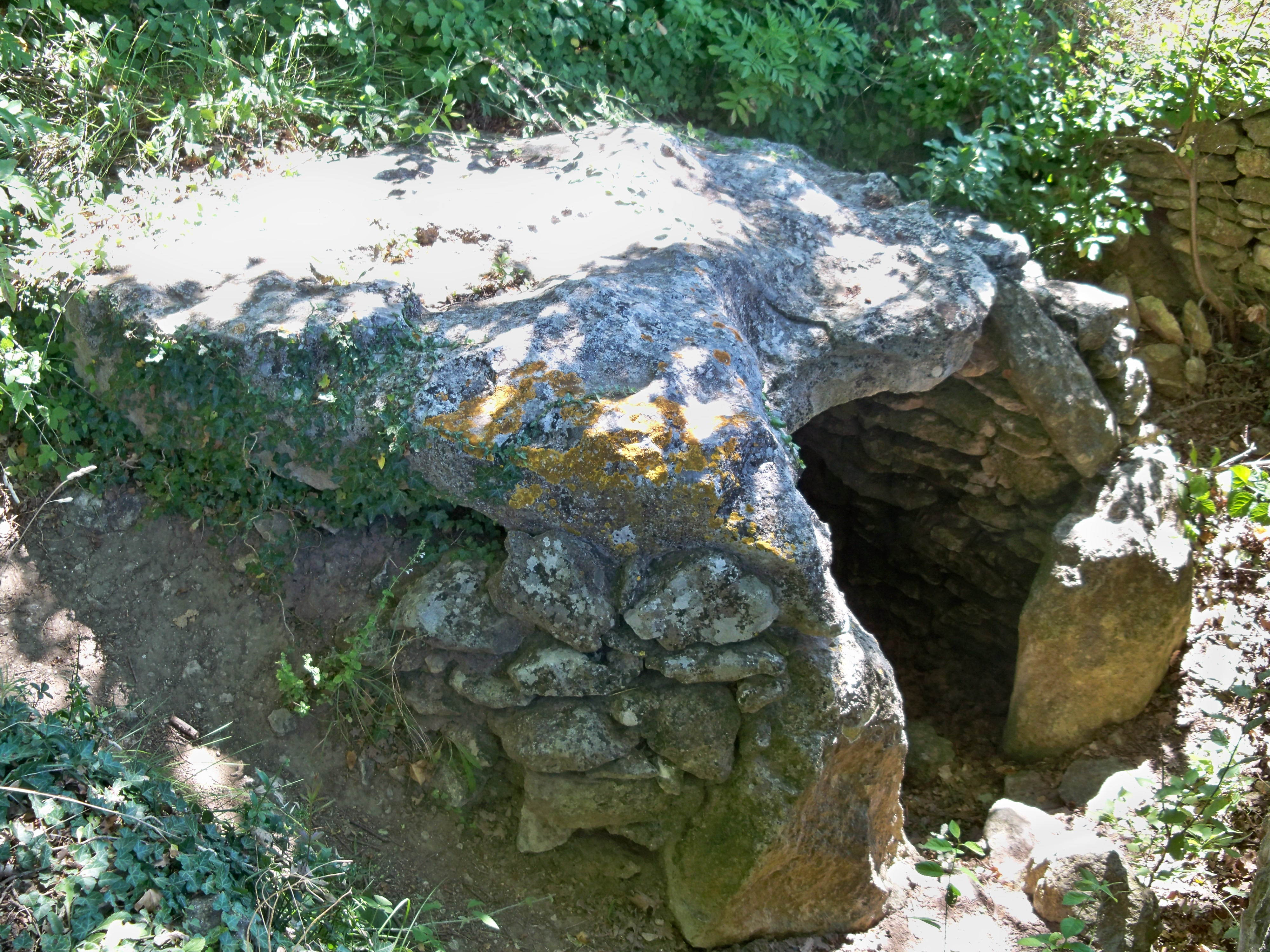
Дольмен в Пишуно.
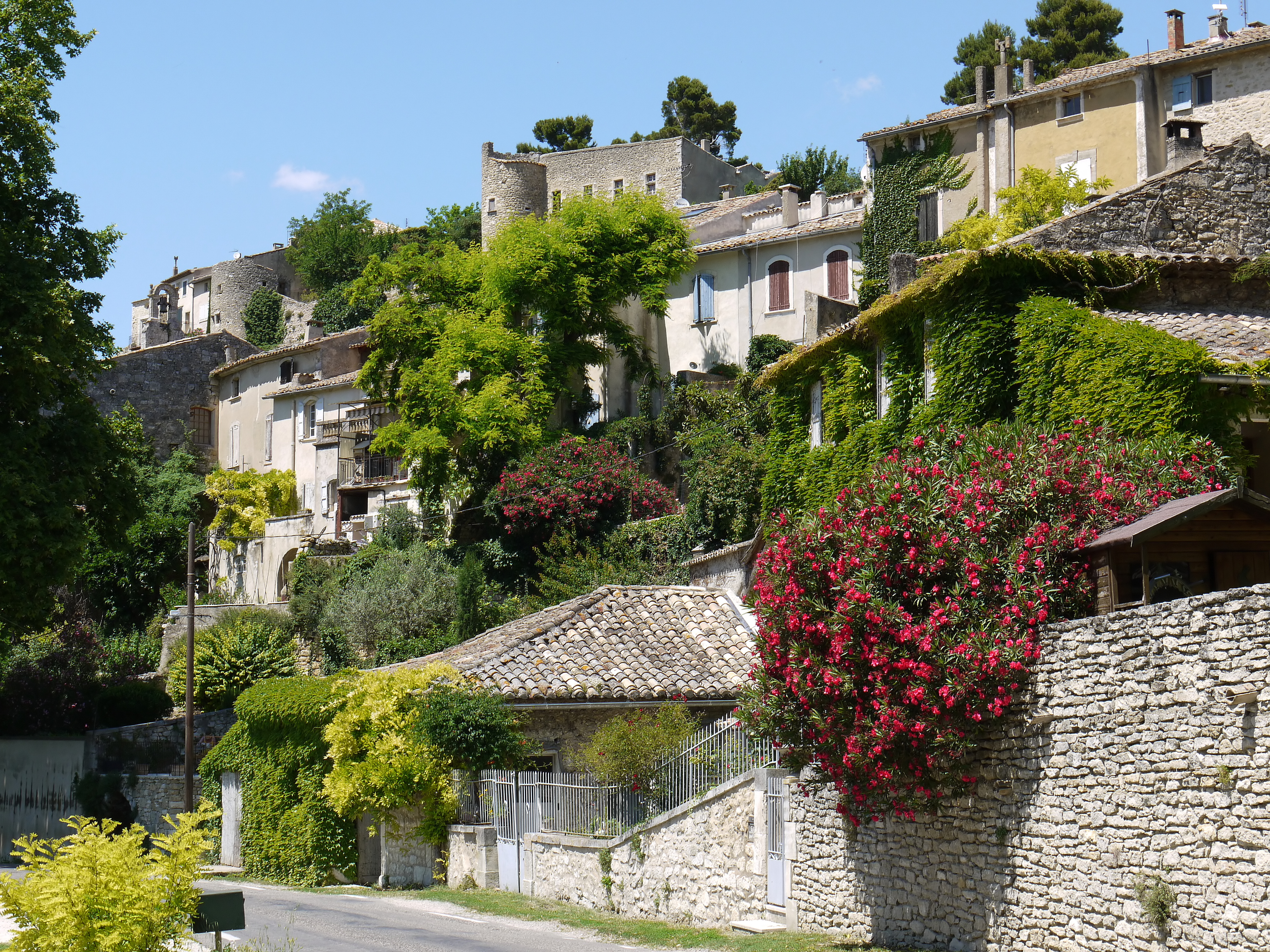
Менерб.
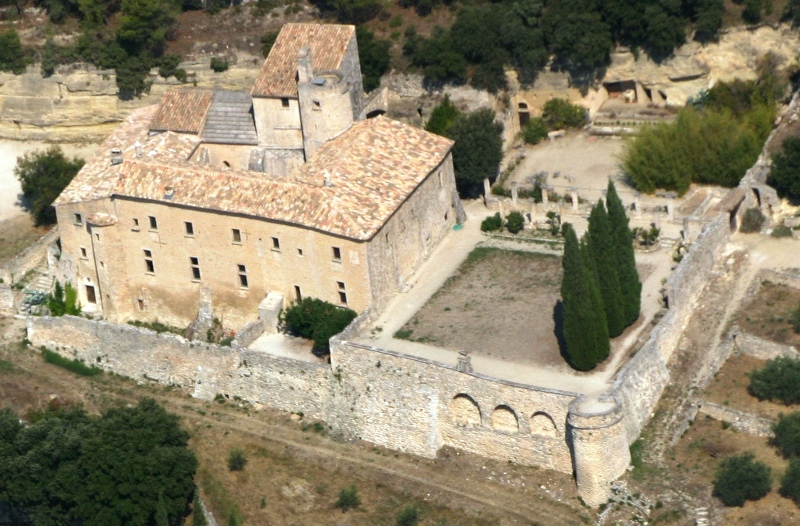
Аббатство Сен-Илер.
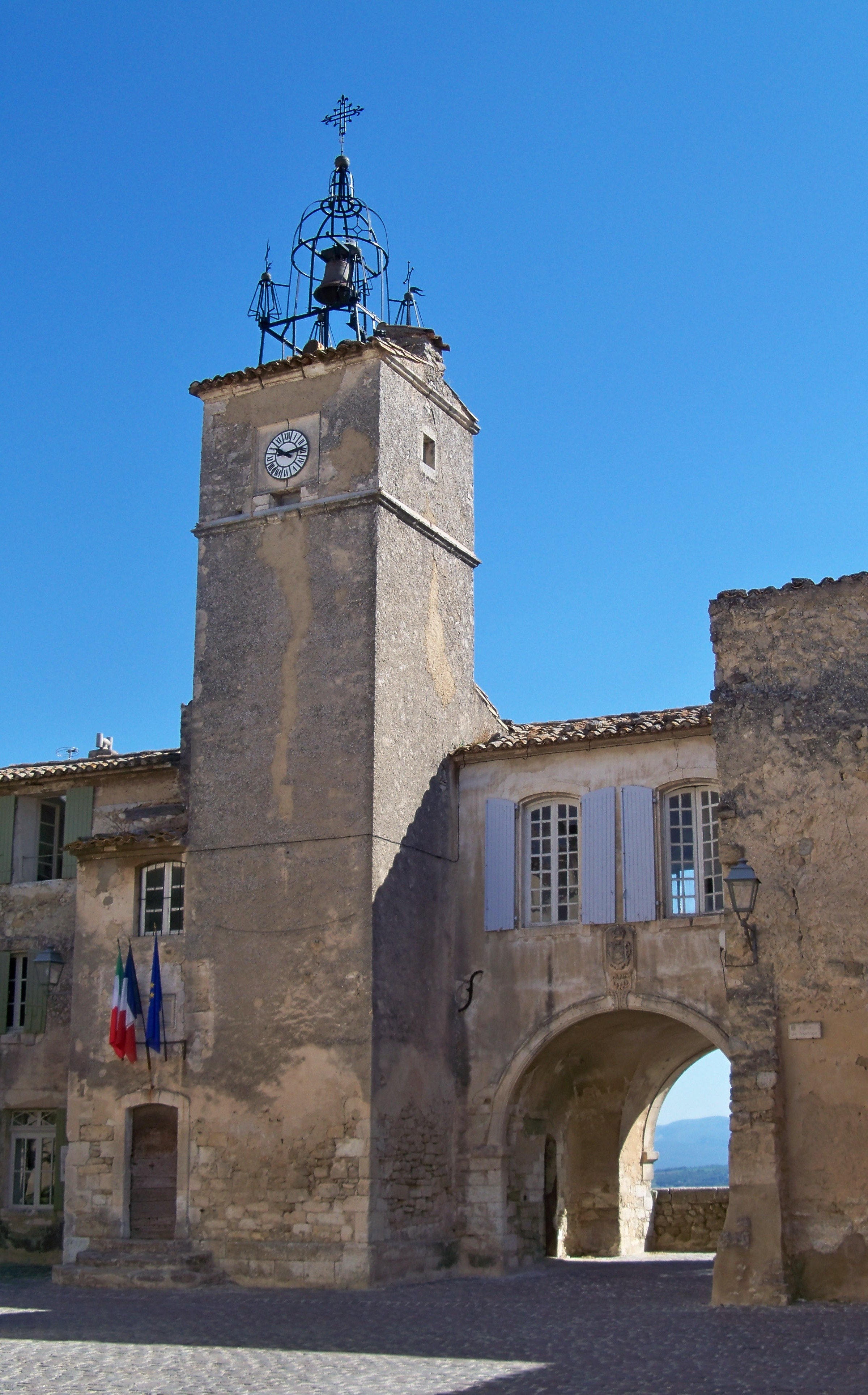
Беффруа в Менербе.
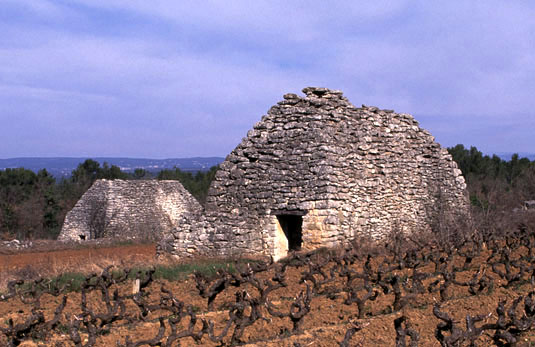
Каменные постройки в окрестностях коммуны.